# Ysengrimus
L’Ysengrimus è un lungo poema mediolatino, in sette libri, per un totale di circa 3.500 distici elegiaci; fu composto a metà del XII secolo nelle Fiandre, sul confine tra l'area francofona e l'area fiamminga.
Si tratta di un poema epico con animali per protagonisti. I personaggi di queste avventure, come pure le loro vicende, sono presenti in alcune canzoni in francese o in fiammingo, che quindi potrebbero rappresentare la fonte principale del poema in latino.
Sicuramente l'Ysengrimus fu - a sua volta - una delle fonti prossime del Roman de Renart, composto nella seconda metà del XII secolo (almeno per quanto riguarda una quindicina delle sue ventisette branches), e delle parallele versioni tedesca e olandese.

## Intreccio
Ysengrimus è il protagonista: un lupo, anziano (ha centosessant'anni), monaco. Due etimologie sono state proposte per il suo nome: il tedesco Eisenhelm, “elmo di ferro” (che avvalorerebbe la grafia "Ysengrimus", piuttosto che "Ysengrinus") e l'olandese ijzen grine, “ghigno di ferro”.

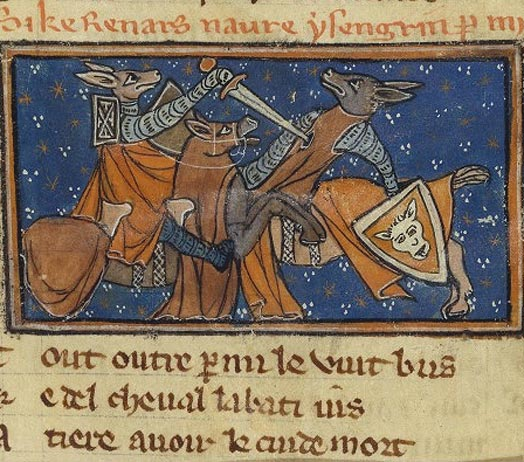
La volpe (a sinistra) contro il lupo (a destra), in una miniatura (BnF, Paris, MS fr. 1581f. 6v) dal Renart le Nouvel di Jacquemart Gielée (1290/1300)

Nelle sue disavventure, il lupo Ysengrimus, pur essendo dotato di fauci e denti impressionanti, avido e sempre affamato, viene battuto, incornato, preso a calci, scorticato più volte, e sempre tiranneggiato dal suo collega-rivale, la volpe Reinardus; il lupo dovrà rinunciare alla sua coda, sarà costretto a staccarsi a morsi una zampa e finirà mangiato vivo da un branco di porci.
L'Ysengrimus segue gli schemi dell'epica classica: inizia in medias res e più oltre dà conto di una serie di eventi anteriori.
- I,1-528: Ysengrimus e Reinardus dovrebbero dividersi un pezzo di lardo che la volpe ha sottratto a un contadino, ma il lupo riesce a mangiarselo tutto (è l'unico episodio in cui Ysengrimus esce vincitore, anche se costituisce un'anticipazione comica della conclusione, in cui invece saranno i maiali a mangiare Ysengrimus).
- I,529-II,158: Reinardus e Ysengrimus vanno a pesca: Reinardus suggerisce al collega di usare la coda come attrezzo per la pesca. Il lago ghiaccia e la coda del lupo resta bloccata. Una folla di contadini inferociti per un furto di polli compiuto dalla volpe sopraggiunge al lago gelato e comincia a bastonare il povero lupo, che riesce a sottrarsi alla furia di una contadina soltanto staccando la propria coda e fuggendo.
- II,159-688: Ysengrimus vuole recuperare una pelle di pecora e su suggerimento di Reinardus si atteggia a giudice per la spartizione di un campo tra quattro pecore. Stabilisce dei confini e dichiara che mangerà ogni pecora che oserà varcare i confini stabiliti. Per vigilare, si sistema al centro del campo, ma le pecore, caricandolo da quattro punti diversi, lo riducono a mal partito.
- III: Il re leone si ammala e convoca tutti gli animali. La volpe afferma che nei suoi viaggi presso la Scuola medica salernitana ha imparato che l'ammalato potrà guarire se si avvolgerà in una pelle di lupo. Naturalmente sarà Ysengrimus a finire scuoiato. Dopo la macabra operazione, il maiale Grimmo comincia a declamare il poema composto da Bruno l'orso (comincia l'inserto narrativo).
  - IV,1-810: Ysengrimus si associa a un gruppo di animali in pellegrinaggio (con lo scopo di mangiarseli). Tuttavia saranno gli animali, e soprattutto l'agnello Ioseph, a terrorizzare e mettere in fuga il lupo, fingendosi degli accaniti “lupicídi”.
  - IV,811-V,316: Reinardus convince il gallo a cantare ad occhi chiusi e lo rapisce. Tuttavia il gallo lo inganna a sua volta, convincendolo a lasciarlo libero di rivolgersi alla folla per dichiarare che ormai la volpe si era conquistata il diritto di portarselo via. Naturalmente, appena liberato, il gallo si mette in salvo.
  - V,317-1128: Reinardus convince Ysengrimus a entrare in monastero, dal momento che i monaci hanno cibo abbondante e sicuro (e nel frattempo si reca alla tana di Ysengrimus dove abusa di sua moglie e dei figli). All'interno del monastero, tuttavia, il lupo non si adegua alle norme della vita comunitaria, e soprattutto al silenzio notturno. Per punizione i monaci lo rinchiudono in cantina, dove egli si ubriaca, causando una serie di disastri che gli varranno l'ennesimo linciaggio di gruppo ad opera dei monaci stessi (si conclude il flashback)
- V,1129-1322: il cavallo Corvigaro si offre di riordinare la tonsura di Ysengrimus radendogli i peli ricresciuti. Il lupo è invitato a collaborare affilando il rasoio sulla apposita striscia di cuoio che è… il membro riproduttivo del cavallo. Naturalmente appena il lupo è abbastanza vicino, il cavallo gli stampa un terribile calcio in fronte.
- VI,1-132: L'agnello Ioseph simula di morire dalla voglia di essere divorato dal lupo. Ioseph convince Ysengrimus a sedersi vicino a un palo, con la bocca bene aperta in modo che l'agnello possa tuffarvisi direttamente. L'agnello prende la rincorsa, si lancia contro la testa del lupo che viene così schiacciata sul palo.
- VI,133-348: Reinardus, Ysengrimus e il leone vanno a caccia insieme e riescono a catturare un vitello. Al lupo viene affidato il compito di dividere la preda, ed egli prepara tre parti uguali, una per ciascuno. Offeso, il leone per la seconda volta leva la pelle di dosso ad Ysengrimus. Anche Reinardus dividerà il vitello in tre parti, ma molto diplomaticamente destinerà le parti al leone, alla leonessa e ai cuccioli, trattenendo per sé soltanto una zampa.
- VI,349-550: Ysengrimus ha ancora bisogno di una pelle e Reinardus gli racconta che suo padre era creditore proprio di una pelle di lupo nei confronti del padre dell'asino Carcophas: il lupo dovrebbe richiedere il pagamento del debito. Carcophas gli chiede di giurare su alcune reliquie che avrebbero il potere di immobilizzare chi dice il falso. In effetti le presunte reliquie sono una trappola, e quando Ysengrimus appoggia la sua zampa, viene intrappolato. Riesce a scappare soltanto mordendosi via il piede.
- VII: Ysengrimus incontra la scrofa Salaura e le offre un bacio come segno di pace. La scrofa insiste che prima dello scambio di pace bisogna celebrare la messa. Se il lupo le darà un morso sull'orecchio, con i suoi lamenti la scrofa potrà radunare i suoi parenti maiali che canteranno nel coro. In effetti, accorrono sessantasei maiali inferociti che attaccano il lupo e lo divorano. Reinardus arriva e si effonde in un ipocrita lamento in morte dello zio lupo. Salaura gli risponde con la sua lamentazione sullo stato del mondo e sui segni della fine imminente.

## Autore
L'opera ci è giunta anonima, con soltanto una copia manoscritta che riporta un nome: un florilegio del XIV secolo, conservato a Berlino, pone il poema sotto il titolo di Magister Nivardus de Ysengrino et Reinardo. Ma anche dopo questa attestazione, quello di "maestro Nivardo" resta soltanto un nome.
L'autore dell'Ysengrimus è sicuramente un monaco: frequentissimi sono i richiami alla vita monastica che sembra ben conosciuta. Diversi indizi ci fanno pensare a un monaco di una abbazia di Gand, Saint-Pierre-au-Mont-Blandin, o dell'abbazia presso l'attuale cattedrale di San Bavone: per esempio, nel libro V, Ysengrimus viene presentato come monaco nell'abbazia di Blandigny; nel XII secolo Gand apparteneva alla diocesi di Tournai, ed effettivamente Anselmo vescovo di Tournai è oggetto di una feroce critica nel poema (V, 109-124).
Un altro riferimento importante è quello offerto dalla citazione di santa Pharaildis (Veerle), invocata da una contadina che si accinge ad ammazzare di bastonate Ysengrimus (II, 71-94): la santa è una delle patrone di Gand. Nella litania di santi invocati dalla contadina (taluni realmente conosciuti, altri assolutamente fittizi, come santa Osanna e santa Alleluia), Pharaildis si trova al vertice della graduatoria, e di lei viene offerta una biografia, decisamente strampalata, in cui è identificata con la Erodiade dei vangeli ed è descritta con i tratti della penitente e quelli della strega.
Alfons van Geertsom, tra gli anni quaranta e gli anni sessanta del XX secolo, sostenne che la figura dell'autore fosse ravvisabile nell'orso Bruno, che infatti nei libri IV e V compone i suoi versi e poi li affida, per la declamazione, al maiale selvatico Grimmo.
Lo studioso olandese vorrebbe identificare questo autore con Simone abate di Saint-Bertin-de-Sithiu (1085–1148), che negli annali del suo monastero viene ricordato come «nobilem et bene litteratum sed impeditioris linguae». Tutto l'Ysengrimus sarebbe allora come un codice cifrato, dietro al quale trovare allusioni ad abati, vescovi, cardinali e monasteri della società fiamminga della prima metà del XII secolo, cui sarebbero rappresentati dunque i tentativi di introdurvi la riforma, cluniacense prima e cistercense poi, e la sua conseguente resistenza da parte degli stessi monasteri.
La maggiore studiosa contemporanea dell'Ysengrimus, la professoressa Jill Mann dell'Università statunitense di NotreDame, nota che le argomentazioni di van Geertsom si rivelano abbastanza deboli. Anche il fatto che l'abate Simone, nelle due opere sicure che di lui conosciamo, una Vita sancti Bertini metrica e le Gesta abbatum Sithiensium, faccia talvolta ricorso a metafore e similitudini riferite al mondo animale non è molto indicativo, anche perché in queste due opere si tratta per lo più di immagini bibliche o desunte dai bestiari, differenti da quelle dell'Ysengrimus che richiamano molto di più le favole classiche.

## Manoscritti ed edizioni critiche
La prima edizione critica venne curata da Ernst Voigt e fu pubblicata ad Halle nel 1884. Per questa edizione, Voigt recensiva questi manoscritti:
Versioni complete del poema:
- A. Liegi, Bibliothèque de l'Université, 160A
- B. Parigi, Bibliothèque Nazionale, lat. 8494
- C. Bruxelles, Bibliothèque Royale, 2838
- D. Pommersfelden, Schlossbibliothek, 12
- E. Liegi, Bibliothèque de l'Université, 161C

Florilegi contenenti soltanto alcune parti dell'opera
- f. Gand, Universiteitsbibliotheek, 267
- g. Douai, Bibliothèque Municipale, 371
- h. Berlino, Deutsche Staatsbibliothek Diez. B. Santen 60
- i. Deutsche Staatsbibliothek Preuss. Kulturbesitz, theol. lat. fol. 381

Le sigle k-n rimandano a citazioni di 2 o 4 righe presenti all'interno di altre opere.
Jill Mann segnala altri quattro florilegi che contengono brani dell'Ysengrimus e che Voigt non conosceva:
- o. Paris, Bibliothèque Nationale, lat. 6765
- p. Paris, Bibliothèque Nationale, 16708
- q. Berlino, Deutsche Staatsbibliothek, Philips 1827 = lat. 193
- r. Erfurt, Wissenschaftliche Bibliothek, Amplon. Q 99

Possediamo anche un Ysengrimus abbreviatus, che per Jakob Grimm era un canovaccio dell'opera di Nivardo, per J.H. Bormans era opera dello stesso autore, mentre oggi sembra più un riassunto dell'opera stessa, risalente alla fine del XIII secolo.

## Genere letterario e stile
Al di là della forma esteriore che richiama direttamente l'epica, quest'opera può essere inserita nell'ambito della poesia satirica e goliardica. Più precisamente, Jill Mann vi vede una delle maggiori espressioni della satira monastica.
Nelle vicende del lupo-monaco Ysengrimus e del suo nemico, la volpe-laico Renard, individuiamo sicuramente una polemica contro l'ignoranza e l'immoralità dei chierici. Si può tuttavia specificare questo tipo di polemica, affermando che il lupo Ysengrimus è bersaglio di un sorta di "satirica vendetta" (J. Mann): egli incarna il monaco, addirittura l'abate, che ha lasciato il monastero per diventare vescovo e godersi le comodità della vita secolare.
Ci troviamo di fronte allo schema del "truffatore truffato": le punizioni che il protagonista subisce sono appropriate al trattamento che egli ha sempre riservato alle proprie vittime (come i monaci-vescovi amavano "tosare" il loro gregge fino a scorticare le pecore, V, 109-130, così Ysengrimus finirà scorticato, III, 957-958.991-1002).
Bersaglio della satira di quest'opera non sono solo i monaci-vescovi: sono riservate frecciate pungenti al papa, preoccupato di pescare denaro piuttosto che anime (V, 99-100). In particolare, sembra essere Eugenio III (il cistercense Bernardo Paganelli, vescovo di Roma dal 1145 al 1153) il papa contro il quale si riversano le critiche dell'autore per bocca della monaca-scrofa Salaura (VII, 486-672): un monaco fallito che ha rovinato due regni, Francia e Germania, facendo fallire, proprio per la sua avidità, la seconda Crociata. Visto il profondo atteggiamento anti-cistercense dell'Ysengrimus, si potrebbe addirittura pensare che proprio il lupo protagonista sia proprio una incarnazione di papa Eugenio III, discepolo di san Bernardo da Chiaravalle; al lupo Ysengrimus viene infatti riservata la morte del falso profeta (come – secondo le tradizioni medievali – sarebbe morto anche Maometto): divorato dai maiali. Anche a san Bernardo, lo “straccione di Clairvaux”, sono riservate le frecciate del nostro autore.
Il secolo XII vide una grande fioritura di scritti satirici, la cui produzione in questi anni raggiunse livelli mai superati nel Medioevo. I testi satirici del XII secolo avevano le loro radici negli scritti polemici scaturiti dalla lotta per le investiture.
L'Ysengrimus è stato scritto quasi esattamente nello stesso periodo (1148-1149) in cui Bernardo, un monaco di Cluny, componeva il suo poema De contemptu mundi (l'opera in cui compare il famoso esametro Stat rosa pristina nomine...), non certo una satira, quanto piuttosto una lamentazione malinconica in cui erano descritti i vizi e le debolezze di ogni status, di ogni “tipo” sociale: vescovi, re, preti, chierici, cavalieri, nobili, giudici, mercanti, contadini. Anche nell'Ysengrimus troviamo la descrizione dettagliata dei difetti della società feudale.
Altro grande poema satirico del XII secolo è lo Speculum stultorum, scritto da un Nigel de Longchamps detto Wireker, monaco di Canterbury, tra il 1180 e il 1185.
Nella poesia satirica medievale, e anche nell'Ysengrimus, emergono spesso metafore e richiami apocalittici. Il lamento di Salaura per il fallimento della seconda Crociata vede questo disastro come l'ultimo di una serie di prodigi che corrispondono alle descrizioni bibliche e apocrife della fine del mondo. I “falsi profeti” stessi evocano lo scenario apocalittico, dal momento che è detto che la loro apparizione sarà uno dei segni che la fine è vicina (Mt 24,11-14).  Tuttavia anche quando compaiono questi cenni apocalittici, rimane un senso generale di profondo distacco: è significativo – per esempio – che un discorso sulla prossima fine del mondo sia posto in bocca… a un maiale!
La Mann più di una volta ha creato un paragone – consapevolmente anacronistico, ma molto evocativo – tra il mondo dell'Ysengrimus e quello dei cartoni animati dei nostri giorni.  Ciò per almeno due motivi:
- il grande ruolo giocato dal corpo, dalla fisicità, nelle storie del lupo e dei suoi compagni animali; spesso alcune parti del corpo di Ysengrimus, come i suoi denti o le sue mandibole, vengono paragonate ad oggetti enormemente più grandi, a tal punto che si entra nel grottesco e nel gusto per l'esagerazione: il corpo è dotato di una vita propria, autonoma anche rispetto alle leggi di natura (se il lupo viene scuoiato, nella scena successiva la pelle è già ricresciuta; l'agnello Ioseph dovrebbe essere inghiottito vivo in un solo boccone).  La morte di Ysengrimus, alla fine del poema, potrà consistere soltanto nella completa distruzione del suo corpo, dal momento che la semplice uccisione non può evitare che il cadavere del protagonista torni ad essere vivo in breve tempo…
- l'inversione del normale rapporto tra predatore e vittima (luditor illusor I,69, raptor raptus VI,539-540): in un "mondo alla rovescia", l'uomo morde il cane, la pecora bastona a sangue il lupo, il pollo si prende gioco della volpe; tutta la "carriera" di Ysengrimus risulterà una continua discesa, fino alla sua morte.  Dall'altra parte, questa inversione di ruoli in un mondo alla rovescia non è niente altro che la cifra di un mondo in cui effettivamente le cose non vanno come dovrebbero, e coloro che dovrebbero essere buoni pastori (dai preti fino al papa Eugenio III) si manifestano quali lupi affamati.

Karl Langosch riconosce nei distici dell'Ysengrimus un'eco dello stile di Ovidio, insieme con altri autori classici.
Dal punto di vista della lingua, si tratta sicuramente di uno dei testi più difficili del Medioevo latino: i protagonisti di questo vero e proprio poema epico riversano sul lettore un fiume di parole, interpretazioni, spiegazioni, ragionamenti, sentenze.  La retorica non è vista come uno strumento per la comprensione della realtà, quanto una specie di gioco perverso, che alla fine serve a coprire le cattive intenzioni di chi se ne serve.